# لین آلدن
لین آلدن شوارتز (متولد ۱۹۸۸) یک سرمایه‌گذار مستقل، مهندس، نویسنده و تحلیلگر اقتصاد کلان است. کتاب اخیر او، شکست پول، توجه زیادی را به خود جلب کرد و او را به عنوان یک چهرهٔ برجسته در محافل مالی معرفی کرد.
آلدن همچنین برای بیش از یک دهه در صنعت هوانوردی در طیف وسیعی از نقش‌ها کار کرد. او دارای لیسانس مهندسی الکترونیک از دانشگاه پن استیت و کارشناسی ارشد مدیریت مهندسی از دانشگاه روآن است.

## زندگی و حرفه

### اوایل زندگی
آلدن در سال ۱۹۸۸ در ایالات متحده متولد شد. او در همان سنین ابتدایی نسبت به ریاضیات و حل مسئله از خود علاقه نشان داد. اشتیاق او به اعداد باعث شد تا مدرک مهندسی را دنبال کند و مهارت‌های تحلیلی خود را با آن تقویت کرد. او پس از اتمام دبیرستان، تحصیلات عالی را در دانشگاه ایالتی پن دنبال کرد و در سال ۲۰۱۰ مدرک لیسانس خود را در مهندسی برق و الکترونیک گرفت. وی تحصیلات خود را در دانشگاه روآن ادامه داد و در سال ۲۰۱۵ مدرک کارشناسی ارشد خود را در رشتهٔ مدیریت مهندسی گرفت.
او پس از اتمام تحصیلات خود وارد دنیای مالی شد. سوابق مهندسی وی دیدگاه منحصربه‌فردی در زمینهٔ سرمایه‌گذاری برای او فراهم کرد و به او اجازه داد تا با طرز فکری روشمند به بازار نزدیک شود. ترکیب تخصص فنی و زیرکی مالی عامل اصلی موفقیت او بوده است.

### حرفه
فعالیت حرفه‌ای لین آلدن در سال ۲۰۰۹ به عنوان یک مهندس الکترونیک در ادارهٔ هوانوردی فدرال آغاز شد؛ او در آنجا سیستم‌های الکترونیکی را طراحی و مدیریت می‌کرد. در طی نزدیک به شش سال، به سمت مهندس الکترونیک پیشرو و بعداً به یک نقش اصلی فنی ارتقا یافت. آلدن در سال ۲۰۱۵ استراتژی سرمایه‌گذاری لین آلدن را با ارائهٔ تحقیقات سرمایه‌گذاری و تجزیه و تحلیل‌های مالی تأسیس کرد. آلدن همچنین به عنوان مدیر هیئت مدیره در سوان بیت‌کوین و شریک عمومی در Ego Death Capital فعالیت می‌کند.

## جوایز و افتخارات[۴]
| سال  | نهاد                                           | توضیحات                                                           |
| ---- | ---------------------------------------------- | ----------------------------------------------------------------- |
| ۲۰۱۷ | فوربز، بلومبرگ                                 | ارائهٔ تجزیه و تحلیل موفق بیت‌کوین، به رسمیت شناخته شدن در جهان     |
| ۲۰۱۸ | سی‌ان‌بی‌سی، وال‌استریت ژورنال                     | بینش‌های برجستهٔ اقتصاد کلان و ارزهای دیجیتال در رسانه‌های مالی برتر |
| ۲۰۲۰ | فایننشال تایمز، بارونز                         | شناخته شدن به عنوان یک سرمایه‌گذار کلان پیشرو و استراتژیست بیت‌کوین |
| ۲۰۲۲ | شرکت‌های سرمایه‌گذاری جهانی و صندوق‌های پوشش ریسک | توصیه به سرمایه‌گذاران نهادی بزرگ در مورد پذیرش بیت‌کوین            |
| ۲۰۲۳ | کنفرانس بیت‌کوین، مؤسسهٔ سی‌اف‌ای                  | سخنرانی در کنفرانس‌های ارز دیجیتال و مالی                          |

## کتاب‌ها
- شکست پول: چرا سیستم مالی ما در حال شکست است و چطور می‌توانیم آن را بهتر کنیم (به انگلیسی: Broken Money: Why Our Financial System Is Failing Us and How We Can Make It Better)